# Batocera aeneonigra
Batocera aeneonigra är en skalbaggsart som beskrevs av Thomson 1859. Batocera aeneonigra ingår i släktet Batocera och familjen långhorningar. Inga underarter finns listade.